# Earl Verney
Earl Verney, in the Province of Leinster, war ein erblicher britischer Adelstitel in der Peerage of Ireland.
Familiensitz der Earls war Claydon House bei Middle Claydon im Aylesbury Vale in Buckinghamshire.

## Verleihung und Geschichte des Titels
Der Titel wurde am 22. März 1743 für den englischen Unterhausabgeordneten Ralph Verney, 2. Viscount Fermanagh, geschaffen.
Er hatte bereits 1717 von seinem Vater die fortan nachgeordneten Titel Viscount Fermanagh und Baron Verney, of Belturbet in the County of Cavan, geerbt, die diesem am 16. Juni 1703 in der Peerage of Ireland verliehen worden waren, ebenso den Titel Baronet, of Middle Claydon in the County of Buckingham, der am 24. September 1696 in der Baronetage of England seinem Großvater verliehen worden war.
Alle vier Titel erloschen beim Tod seines kinderlosen Sohnes, des 2. Earls, am 31. März 1791.

## Liste der Titelinhaber

### Verney Baronets, of Middle Claydon (1661)
- Sir Ralph Verney, 1. Baronet (1613–1696)
- Sir John Verney, 2. Baronet (1640–1717) (1703 zum Viscount Fermanagh erhoben)

### Viscounts Fermanagh (1703)
- John Verney, 1. Viscount Fermanagh (1640–1717)
- Ralph Verney, 2. Viscount Fermanagh (1683–1752) (1742 zum Earl Verney erhoben)

### Earls Verney (1742)
- Ralph Verney, 1. Earl Verney (1683–1752)
- Ralph Verney, 2. Earl Verney (1714–1791)